# 紀元二千六百年頌歌
紀元二千六百年頌歌 (きげんにせんろっぴゃくねんしょうか) は、皇紀2600年 (1940年/昭和15年) を祝うために政府主導で組織された紀元二千六百年奉祝会の会歌であり、副題を「紀元二千六百年奉祝会の歌」という。東京音楽学校作詞・作曲 (作詞は増田好雄)。1938年 (昭和13年) に発表された。楽譜は奉祝会から昭和13年4月10日付けで非売品として発行され、文部省の検定を受けた後に師範学校から尋常小学校まで全国の学校に配布された。公式には東京音楽学校作詞・作曲とされているが信時潔の自筆楽譜があり、彼の作曲と考えられている。
歌詞は三番まであるが、譜面では一、二番を mp (メゾピアノ) 〜 mf (メゾフォルテ) で、三番を mf 〜 f (フォルテ) で歌うよう指示があり、祝典を盛り上げる効果を狙いながらも、最終小節はデクレッシェンドにより落ち着きを取り戻して終わるようになっている。メロディーの最低音は上一点ハ、最高音は上二点ホであり、日常で歌うことの少ない当時の一般的な成人男性では高音ではやや声を張るように作曲されている。
なお、昭和15年1月に発表された「紀元二千六百年」（日本放送協会公募、紀元二千六百年奉祝会撰定）とは別曲である。

## 歌詞
遠すめろぎの　かしこくも

はじめたまひし　おほ大和 (やまと)

天 (あま) つ日嗣 (ひつぎ) の　つぎつぎに

御代 (みよ) しろしめす　たふとさよ

仰げば　遠し　皇国の

紀元は　二千　六百年

あを人民に　い照る日の

光あまねき　おほ八洲 (やしま)

春のさかりを　さく花の

薫 (にほ) ふがごとき　ゆたかさよ

仰げば　遠し　皇国の

紀元は　二千　六百年

大わたつみの　八潮路 (やしおぢ) の

めぐり行きあふ　八紘 (あめのした)

ひじりのみ業 (わざ)　うけもちて

宇 (いへ) とおほはん　かしこさよ

仰げば　遠し　皇国の

紀元は　二千　六百年